# Nemaha County (Nebraska)
Nemaha County ist ein County im Bundesstaat Nebraska der Vereinigten Staaten. Der Verwaltungssitz (County Seat) ist Auburn, das nach der gleichnamigen Stadt Auburn in New York benannt wurde.

## Geographie
Das County liegt im Südosten von Nebraska, grenzt im Osten an Missouri und hat eine Fläche von 1067 Quadratkilometern, wovon 7 Quadratkilometer Wasserfläche sind. Es grenzt in Nebraska im Uhrzeigersinn an folgende Countys: Otoe County, Richardson County, Pawnee County und Johnson County.

## Geschichte
Nemaha County wurde 1855 gebildet. Benannt wurde es nach dem Nemaha River.
Ein Ort im County hat den Status einer National Historic Landmark, das Baggerschiff Captain Meriwether Lewis. 13 Bauwerke und Stätten des Countys sind insgesamt im National Register of Historic Places eingetragen (Stand 11. Februar 2018).

## Demografische Daten

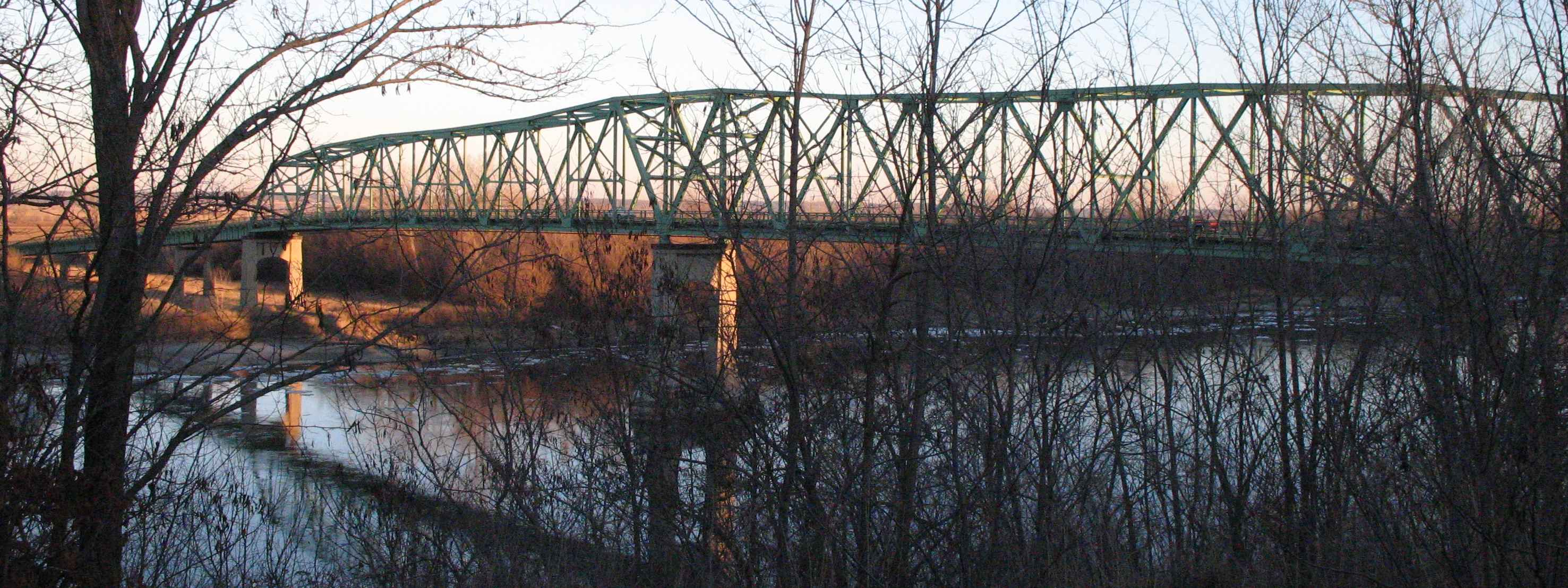
Brownville Bridge, gelistet im NRHP

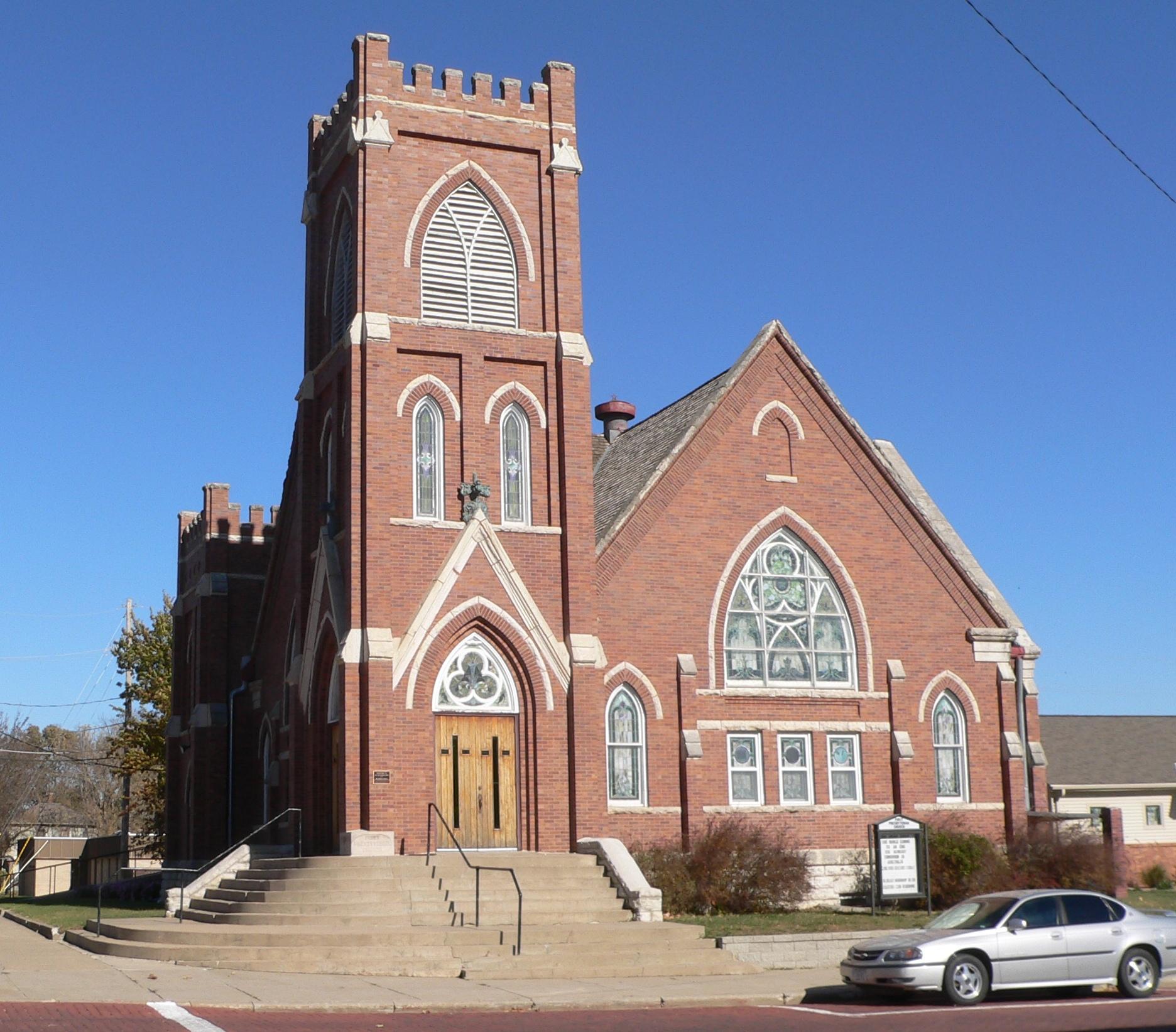
First United Presbyterian Church, gelistet im NRHP

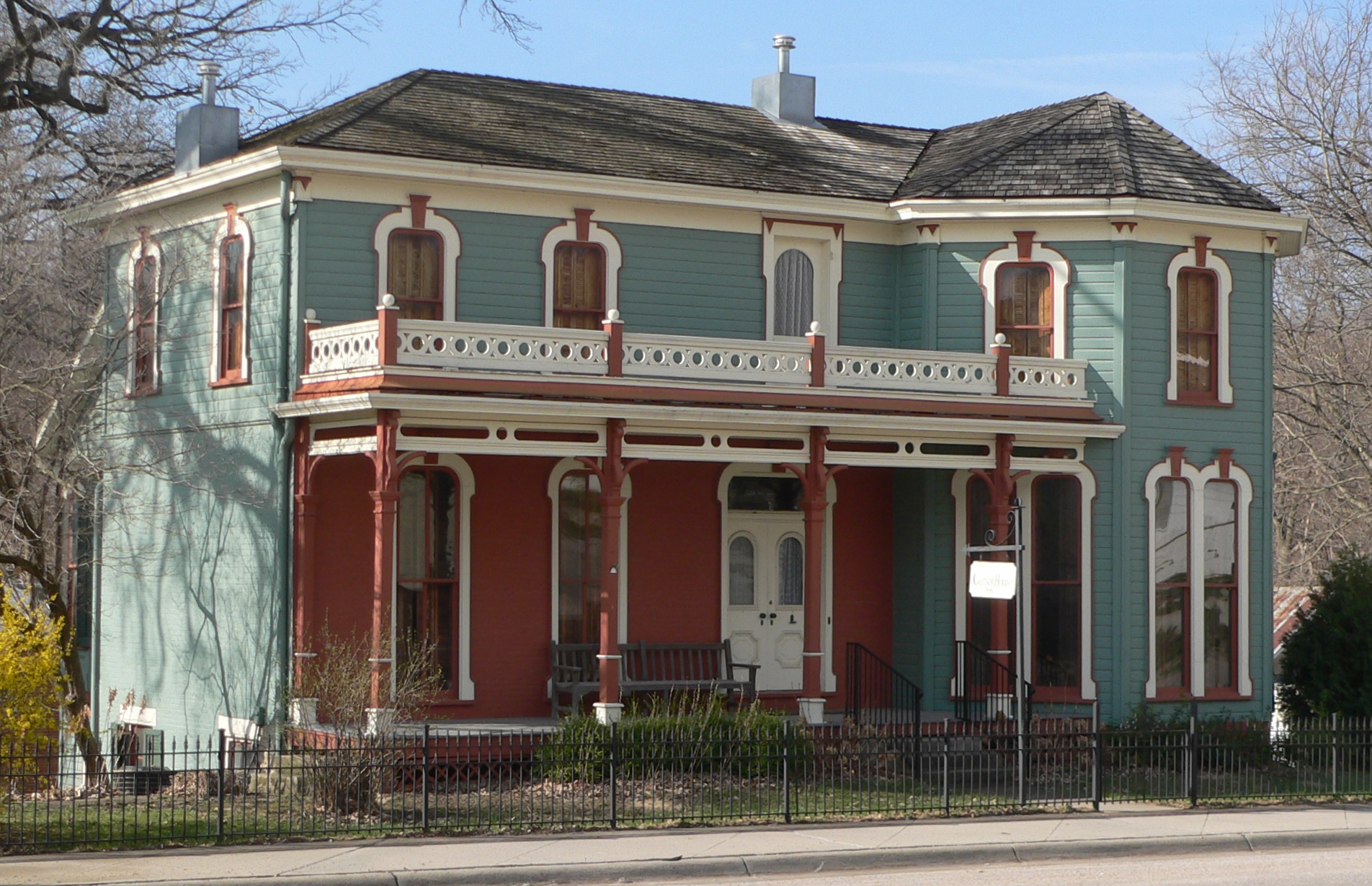
Brownville Historic District, gelistet im NRHP

Nach der Volkszählung im Jahr 2000 lebten im Nemaha County 7576 Menschen. Davon wohnten 494 Personen in Sammelunterkünften, die anderen Einwohner lebten in 3047 Haushalten und 1980 Familien. Die Bevölkerungsdichte betrug 7 Einwohner pro Quadratkilometer. Ethnisch betrachtet setzte sich die Bevölkerung zusammen aus 97,60 Prozent Weißen, 0,36 Prozent Afroamerikanern, 0,30 Prozent amerikanischen Ureinwohnern, 0,59 Prozent Asiaten, 0,04 Prozent Bewohnern aus dem pazifischen Inselraum und 0,37 Prozent aus anderen ethnischen Gruppen; 0,74 Prozent stammten von zwei oder mehr Ethnien ab. 1,00 Prozent der Bevölkerung waren spanischer oder lateinamerikanischer Abstammung.
Von den 3047 Haushalten hatten 29,5 Prozent Kinder und Jugendliche unter 18 Jahre, die bei ihnen lebten. 55,0 Prozent waren verheiratete, zusammenlebende Paare, 7,2 Prozent waren allein erziehende Mütter, 35,0 Prozent waren keine Familien, 30,5 Prozent waren Singlehaushalte und in 16,2 Prozent lebten Menschen im Alter von 65 Jahren oder darüber. Die Durchschnittshaushaltsgröße betrug 2,32 und die durchschnittliche Familiengröße lag bei 2,91 Personen.
Auf das gesamte County bezogen setzte sich die Bevölkerung zusammen aus 23,2 Prozent Einwohnern unter 18 Jahren, 11,9 Prozent zwischen 18 und 24 Jahren, 23,9 Prozent zwischen 25 und 44 Jahren, 22,7 Prozent zwischen 45 und 64 Jahren und 18,4 Prozent waren 65 Jahre alt oder darüber. Das Durchschnittsalter betrug 39 Jahre. Auf 100 weibliche Personen kamen 93,3 männliche Personen. Auf 100 Frauen im Alter von 18 Jahren oder darüber kamen statistisch 92,0 Männer.
Das jährliche Durchschnittseinkommen eines Haushalts betrug 32.588 US-Dollar, das Durchschnittseinkommen der Familien betrug 43.780 USD. Männer hatten ein Durchschnittseinkommen von 30.956 USD, Frauen 19.263 USD. Das Prokopfeinkommen betrug 17.004 USD. 8,3 Prozent der Familien und 12,6 Prozent der Bevölkerung lebten unterhalb der Armutsgrenze. Darunter waren 13,2 Prozent der Kinder und Jugendlichen unter 18 Jahren und 13,5 Prozent der Senioren ab 65 Jahren.

## Orte im County
- Auburn
- Brock
- Brownville
- Glenrock
- Howe
- Johnson
- Julian
- Nemaha
- Peru
- Rohrs